# San Joaquin
San Joaquin é uma cidade boliviana, capital da província de Mamoré, localizada no departamento do  Beni.
Foi fundada em 21 de agosto de 1709, pelos jesuítas Pedro Blanco e Pedro Rada. Foi a primeira redução fundada na margem esquerda do Rio San Martín, afluente do Rio Baures, próxima dos locais onde habitavam nativos das etnias baures e huacarajes. Foi inicialmente habitada por baures. Essa redução sofreu com ataques de bandeirantes que capturavam nativos para utilizá-los como escravos no Brasil.
Em 1796, o povoado foi deslocado para a sua localização atual, na confluência entre o Arroio Agua Dulce e o Rio Machupo.